# Líbano nos Jogos Olímpicos de Verão de 1984
O Líbano competiu nos Jogos Olímpicos de Verão de 1984, realizados em Los Angeles, Estados Unidos.